# Christian Noll Nielsen
Christian Noll Nielsen (født 2. august 1988 i Randers og opvokset i Hadsund) er en dansk roer.
Han deltog ved EM i Portugal i 2009, hvor han vandt sølv. Han har gennem mange år været aktiv i Hadsund Roklub. Ved VM i roning 2013 fik han en fjerde plads sammen med hans bror Jens Noll Nielsen.
Uddannelse: Copenhagen Business School, Handelshøjskolen, Aarhus Universitet.

## Medaljer
- Guld - DM 2011.[2]
- Guld - World Cup, Schweiz, 2014
- Sølv - EM Portugal, 2009.[3]
- Bronze - VM Poznań, Polen 2009.
- Bronze - VM, Lake Karapiro, New Zealand, 2010.
- Bronze - VM, Bled, Slovenien, 2011.
- Bronze - World Cup, Schweiz, 2011.[4]

## Mesterskaber
- Verden Junior Championships - Brandenburg, 2005 - letvægtsdobbeltsculler - 9. plads.
- Verden Junior Championships - Amsterdam 2006 - Single - 9. plads.
- VM U-23 - Glasgow 2007 - Single letvægts - 12 plads.
- EM - Poznań 2007 - Double Sculls lys - 8. plads.
- EM - Athen 2008 - Double Sculls lys - 11. plads.
- VM U-23 - Hove 2009 - Double Sculls lys - 5. plads.
- VM - Poznan 2009 - letvægts firdobbelsculler - 3. plads.
- EM - Montemor-o-Velho 2010 - letvægts firdobbelsculler - 2. plads.